# 지표면 유출

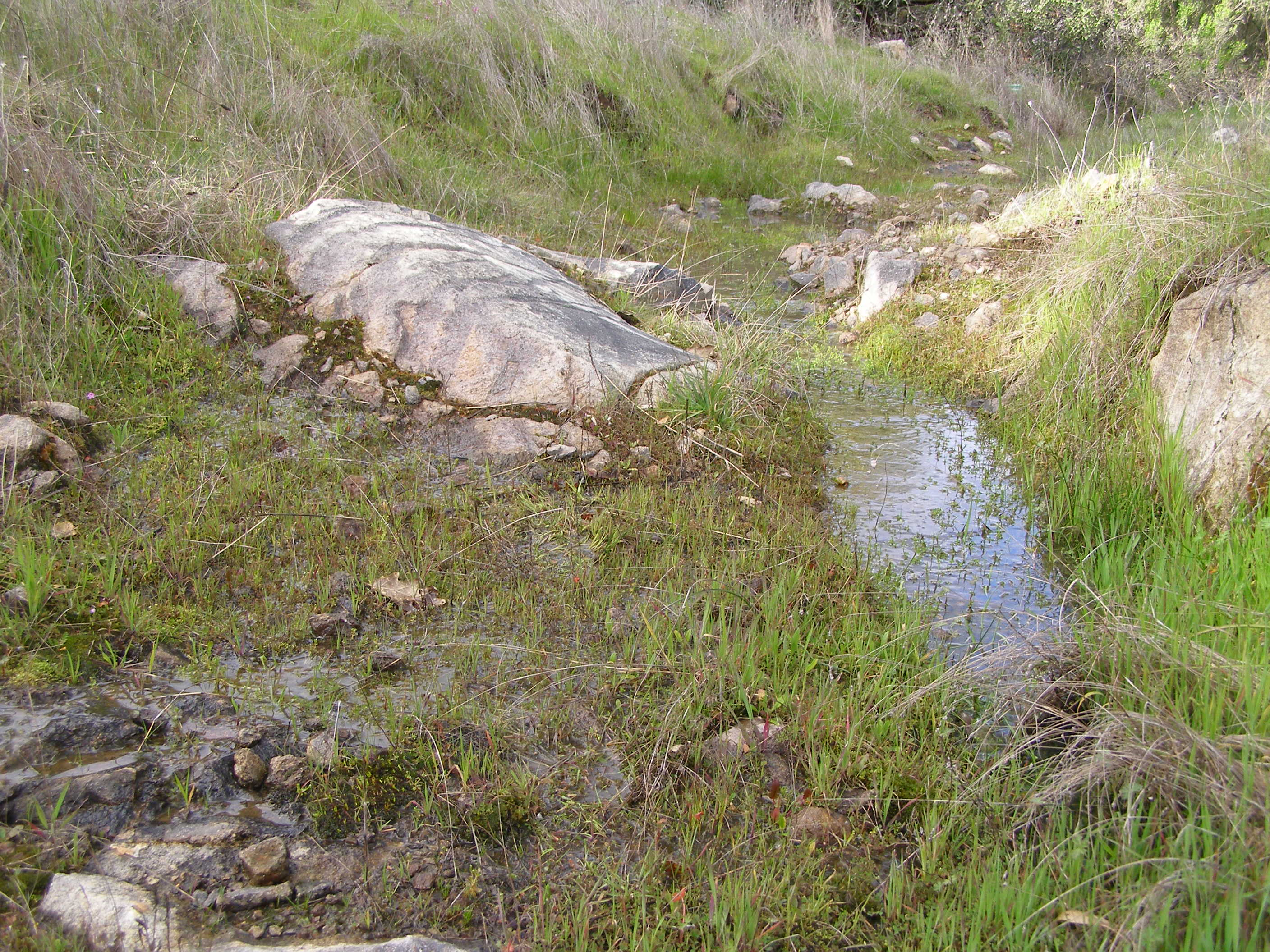

지표면 유출(overland flow, or sheet flow)이란 하천이 형성되지 않은 지표면에서의 물의 흐름을 말한다.

## 특성
깊이는 1 - 10mm정도이며 유속은 수십 - 수백 m/hr이다. 주로 1차 하천에 물이 공급되는 방식이 지표면 유출이다. 유역 사이에서는 보다 높은 차수의 하천으로 물이 흘러들어간다.

## 지표면 유출 길이
지표면 유출 길이는 유역의 유출시간을 결정하는 데 중요하게 쓰인다. 1964년 Horton이 제시한 식에 따르면 지표면 유출의 길이를 다음과 같이 정할 수 있다.
{\displaystyle {\overline {L_{g}}}\approx {\frac {1}{2D}}}
{\displaystyle {\overline {L_{g}}}} : 평균 지표면 유출 길이
D : 수계밀도

## 참고 문헌
- 이재수 (2018). 《수문학》 2판. 구미서관. 77쪽. ISBN 9788982252914.

## 같이 보기
- 강